# Флора України
Флора України, її рослинний світ є сукупністю різноманітних рослинних угруповань. Один із найважливіших компонентів екосистеми. Зважаючи на відносно велику територію, різні географічні та кліматичні умови, а також особливості минулих геологічних епох. Та завдяки діяльності людини є достатньо багатою та різноманітною.
В найширшому розумінні вона розподіляється на кілька природних зон:
- Українське Полісся — на півночі;
- Український лісостеп — в центрі;
- Український степ — на півдні;
- Кримські гори — на крайньому півдні;
- Карпати — на південному заході

Слід зазначити, що південніше Кримських гір, знаходиться ще одна — середземноморські ліси та чагарники. Найпівденніша і найменша. Становлячи близько 0,2 % території України, тут проростають рослини, які ніде більше в Україні не зустрічаються: кедр ліванський, пальма, кипарис та інші.

## Загальна характеристика
Флора нараховує понад 27 тисяч видів (гриби і міксоміцети — 15 тисяч, водорості — 5 тисяч, лишайники — 1,2 тисячі, мохи — 800 і судинні рослини — 5,1 тисяч, до яких також входять найважливіші культурні види, а з урахуванням екзотів, які вирощуються в ґрунті ботанічних садів — понад 7,5 тисяч видів. З них 826 видів занесено до Червоної книги України (третє видання 2009 року).
Під природною рослинністю зайнято 19 млн га (близько третини території). Найбільше ендемічних, рідкісних та зникаючих видів у Кримських горах і Карпатах, де зосереджена майже половина всіх ендемічних і близько 30 % усіх рідкісних та загрожених видів.
У процесі виробничої діяльності людини рослинний світ України суттєво змінився: впродовж XVI—XIX століть у лісостеповій зоні площа лісів скоротилася більше, ніж у п'ять разів, а площа найцінніших дубових і букових лісів тільки у XIX сторіччі зменшилася на чверть. У XX сторіччі великої шкоди було завдано лісам у роки після Другої світової війни в ході відбудови народного господарства.
Україна займає одне з останніх місць y Європі за площею лісів, при середньоєвропейському показнику 27 %, лісистість України становить усього 15,7 %. При цьому, якщо прибрати зі статистичної звітності різні лісосмуги і соснові монокультури, то площа природних і «близько природних» лісів складе всього близько 10 %. Частка заповідних лісів в Україні є лише 2 %, при цьому заповідні території в Україні займають — 5,4 %, а в Європі — 15 % . Склад деревних порід у лісах змінюється під впливом господарської діяльності людини. Насадження цінних порід (дуба (Quercus), бука (Fagus)) збільшуються, а менш цінних (граба (Carpinus betulus), осики (Populus tremula)) — зменшуються. Близько половини загального запасу деревини України припадає на хвойні породи дерев — сосну (Pinus), ялину (смереку) (Рісеа abies), ялицю (Abies).
Ліси України багаті на ягоди, гриби, дикорослі плоди, лікарські рослини. Серед цінних рослин, які використовуються в медицині, в Україні лікарськими визнано майже 250 видів, у тому числі 150 — науковою медициною. Найпопулярнішими лікарськими рослинами в Україні є: кульбаба лікарська, звіробій звичайний, материнка звичайна, нагідки лікарські, калачики, хрін, перцева м'ята, кропива дводомна, вовче тіло болотяне та інші. Найбагатшими на лікарські рослини є райони Полісся та лісостепу, а також Карпати.

## Сезонні зміни в житті рослин

### Весна
У багатьох рослин оживають наземні частини. Рослини перебувають у стані цвітіння. Дерев'янисті форми рослин характеризуються активним рухом мінеральних речовин.

### Літо
Астрономічний кінець весни припадає на 21—22 червня — день літнього сонцестояння. Наявність великої кількості тепла, вологи, світла сприяють активному розвиткові рослин. Більшість дерев, на яких достигає насіння запасають органічні речовини. Велика кількість кущів і дерев цвіте. Червень — період масового цвітіння рослинності луків. Липень — цвітіння водяних рослин. Це біогеографічне еволюційне пристосування місцевої флори для збереження пилку від дощів.

### Осінь
Дерева готуються до зими — сповільнюється обмін речовин. Листопад сприяє видаленню продуктів обміну речовин, які накопичуються в листі й отруюють рослину, зберігає рослини від механічних пошкоджень під дією снігу. Характерна його ознака — різнобарвне листя. Зміна забарвлення — це наслідок руйнування хлорофілу. Хлорофілові зерна недовговічні. Вбираючи сонячну енергію, потрібну для процесу фотосинтезу, хлорофіл руйнується і знову утворюється в рослинах, причому це може відбуватися лише на світлі. Однак, хлорофіл — не єдиний пігмент листя, існує також жовтий ксантофіл і жовтогарячий каротин. Улітку вони зовсім непомітні, бо замасковані інтенсивним зеленим забарвленням хлорофілу. Восени, в міру згасання діяльності листка, (у зв'язку з утворенням в його черешку коркового шару) у ньому сповільнюється, а потім і зовсім припиняється утворення хлорофілу, натомість руйнування триває. Через це жовті пігменти, яких не було видно до цього, стають усе помітнішими. Червоні тони характерні для крон кленів (Acer) і осик (Populus tremula), червоного дуба (Quercus borealis), бруслини (Euonymus verrucosa), скумпії (Cotinus coggygria). Листя липи (Tilia) й берези (Betula) не має червоних відтінків, воно забарвлюється лише в жовті й золотисті кольори.

### Зима
Астрономічний початок зими 21—22 грудня — день зимового сонцестояння. У цей час на північну півкулю припадає найменша кількість сонячних променів. Рослини взимку перебувають у стані глибокого спокою. Сніг, як поганий провідник тепла захищає рослини від переохолодження. Однорічні рослини гинуть, залишаючи насіння, яке здатне витримувати наднизькі температури (-270 °C). У багаторічних рослин гине наземна частина, а підземна залишається (коріння, бульби, цибулини). Стовбур і гілки дерев вкриті корою, в якій упродовж життя відкладається особлива кіркова тканина, яка відмокає й заповнюється повітрям й зберігає від переохолодження стовбур.

## Значення у культурі
Образи рослинного світу є важливою складовою символіки українського фольклору. У національній традиції символічне значення багатьох дерев і рослин близьке до загальноєвропейського. Так, дуб уособлює силу і довговічність, сосна — життєву силу, плодючість, верба (Salix) вважається прадеревом життя і асоціюється з пробудженням природи і весною. Національним символом України є калина (Viburnum opulus), яка поєднує в собі символіку сонця, вогню, неперервності роду, дівочої краси та вічної любові.